# Strongylopus
Strongylopus – rodzaj płazów bezogonowych z podrodziny Cacosterninae w rodzinie Pyxicephalidae.

## Zasięg występowania
Rodzaj obejmuje gatunki występujące w południowo-zachodniej Południowej Afryce i na północ oraz wschód do południowej Tanzanii i Namibii.

## Systematyka

### Etymologia
Strongylopus: gr. στρογγυλος strongulos „okrągły, kulisty”; πους pous, ποδος podos „stopa”.

### Podział systematyczny
Do rodzaju należą następujące gatunki:
- Strongylopus bonaespei (Dubois, 1981) – żaba przylądkowa[6]
- Strongylopus fasciatus (Smith, 1849)
- Strongylopus grayii (Smith, 1849)
- Strongylopus merumontanus (Lönnberg, 1910)
- Strongylopus rhodesianus (Hewitt, 1933)
- Strongylopus wageri (Wager, 1961)